# Фло-Зелігенталь
Фло-Зелігенталь (нім. Floh-Seligenthal) — громада в Німеччині, розташована в землі Тюрингія. Входить до складу району Шмалькальден-Майнінген.
Площа — 68,78 км2. Населення становить 5898 ос. (станом на 31 грудня 2021).